# Chelonus ovalis
Chelonus ovalis är en stekelart som först beskrevs av Vladimir Ivanovich Tobias 1984.  Chelonus ovalis ingår i släktet Chelonus och familjen bracksteklar. Inga underarter finns listade i Catalogue of Life.